# Vyšnij Voločok
Vyšnij Voločok (rusky Вышний Волочёк) je město v Tverské oblasti v Ruské federaci. Při sčítání lidu v roce 2010 mělo přes padesát tisíc obyvatel.

## Poloha a doprava
Vyšnij Voločok leží na severovýchodním okraji Valdajské vrchoviny na východním břehu Vyšněvolocké přehrady na řece Cně. Ta patří do povodí Něvy, zatímco oblast na východě od města odvodňovaná Tvercou patří do povodí Volhy. Město samo leží na Vyšněvolockém kanále, který obě povodí spojuje.
Od Tveru, správního střediska oblasti, je Vyšnij Voločok vzdálen přibližně 120 kilometrů na severozápad. Přes město vede důležitá železniční trať Petrohrad–Moskva, přičemž vzdálenost od Petrohradu je 365 kilometrů a vzdálenost od Moskvy 287 kilometrů.

## Dějiny
První zmínka Vyšném Voločoku je z roku 1437, kdy patřil k Novgorodské republice a ležel na cestě spojující Novgorod s Moskvou.
Městem je Vyšnij Voločok od roku 1770, od roku 1775 patřil do Tverské gubernie.

### Rodáci
- Pjotr Fjodorovič Anžu (1796–1869), mořeplavec a polárník
- Sergej Alexandrovič Kusevickij (1874–1952), dirigent a basista
- Ivan Alexejevič Vyšněgradskij (1832–1895), inženýr, vědec
- Oleg Georgijevič Sorochtin (1927–2010), geolog